# Seesicherheits-Untersuchungs-Gesetz
Das deutsche Seesicherheits-Untersuchungs-Gesetz (SUG) setzt in internationalen Untersuchungsregelungen vorgeschriebene, einheitliche Standards der Seeunfalluntersuchung um.
Das vorher gültige Seeunfall-Untersuchungsgesetz (SeeUG) wurde durch das SUG abgelöst.
„Die Institution der Seeämter und die sie betreffende Zielsetzung wurden zwar im neuen SUG innerhalb eines gesonderten Abschnittes prinzipiell beibehalten. Mit der Schaffung der in ihrem gesetzlichen Untersuchungsauftrag weisungsfreien Bundesstelle für Seeunfalluntersuchung (BSU) wurde jedoch eine neue, eigenständige und mit einer Vielzahl von Befugnissen ausgestattete Bundesoberbehörde installiert.“
Die Bundesstelle für Seeunfalluntersuchung (BSU) sitzt in Hamburg durchgeführt. Ziel der Untersuchung durch die BSU ist die Klärung der Unfallursache; dies dient allein der Verbesserung der Sicherheit in der Seefahrt sowie des Meeresumweltschutzes. Im Sinne des SUG umfasst die „Seefahrt“ sowohl die beruflich (Handelsschifffahrt, Fischerei, Forschung, …) wie auch die privat durchgeführte Seefahrt (Sportboote). In der Neufassung des SUG von 2012 sind allerdings die „nichtgewerbliche Sportschifffahrt (sofern keine vorgeschriebene Besatzung an Bord ist und nicht mehr als 12 Fahrgäste befördert werden) und  Fischereifahrzeuge mit einer Länge von weniger als 15 Metern aus dem Katalog der zu untersuchenden Vorkommnisse“ ausgeschlossen (vgl. § 1 Abs. 3 Nr. 2 und 3 SUG n. F.). Das Parlament hat sogleich mit Absatz 4 der genannten Norm für die Untersuchung eben dieser Fahrzeugtypen eine Öffnungsklausel für die BSU geschaffen. Diese Ausnahme gilt aber nur für deutsche Hoheitsgewässer und die angrenzende ausschließliche Wirtschaftszone. Die BSU muss einen Untersuchungsbericht im Regelfall innerhalb eines Jahres veröffentlichen. Er enthält keinen Schuldspruch, sondern Sicherheitsempfehlungen. So dient die Untersuchung der BSU nach einer Information des Bundesministeriums für Verkehr und digitale Infrastruktur (BMVI) weder der Ermittlung von Tatsachen zum Zwecke der Zurechnung von Fehlern, um Nachteile für Einzelne herbeizuführen, noch dient sie der Feststellung von Verschulden, Haftung oder Ansprüchen (vgl. § 9 Abs. 2 S. 2 SUG). Alleiniges Ziel ist es, Lehren aus dem Unfallgeschehen zu ziehen und zukünftig Unfälle aus gleichem oder ähnlichem Anlass zu vermeiden und damit insgesamt die Schifffahrt sicherer zu machen.
Das zweite Untersuchungsverfahren wird vom Seeamt durchgeführt. Das Ziel der seeamtlichen Untersuchung ist die Klärung, ob menschliches Fehlverhalten ursächlich für den Seeunfall war, und daraus folgend die Entscheidung über Verfahrenseinstellung oder Fahrverbot für Befähigungsinhaber.